# Groupe en résidence
Un groupe en résidence (ou house band an anglais, littéralement « groupe maison ») est un groupe de musiciens, souvent organisé de manière centralisée autour d'un chef d'orchestre ou un chanteur, qui joue régulièrement dans un établissement. Le terme est généralement utilisé pour désigner tant les formations musicales qui travaillent sur les programmes de divertissement à la télévision ou à la radio, que les groupes qui sont des artistes associés à une boîte de nuit, en particulier le jazz et le R&B. Le terme peut également faire référence à un groupe qui joue des séances pour un studio d'enregistrement spécifique. Les groupes en résidence à la télévision jouent habituellement des reprises plutôt que leurs compositions et ils jouent durant les pauses commerciales visibles par le public à domicile, donc seuls ceux présents en studio d'enregistrement voient les performances complètes.

## Historique
Les groupes en résidence ont émergé avec la musique jazz à Chicago dans les années 1920. L'utilisation des musiciens de studio durant les sessions d'enregistrement devient un moyen pour les maisons de disques d'économiser à un moment où l'industrie de la musique avait vu les coûts de studio en augmentation et la spécialisation de la musique. Avec l'avènement de la télévision dans les années 1950, les groupes de swing jouent généralement lors d'émissions de variétés en tant que groupes en résidence, et ce type de groupes est encore commun de nos jours. L'un des groupes en résidence les plus mémorables du point de vue de la longévité et de la popularité est le The Tonight Show Band (en) de l'émission The Tonight Show avec Johnny Carson. Plus récemment, The Roots devient le premier groupe en résidence hip-hop au Late Night with Jimmy Fallon.

## Association avec les labels et les studios d'enregistrement
Les maisons de disques ont souvent utilisé un noyau de musiciens pour servir de groupe ou d'orchestre en résidence, en particulier pour les séances d'enregistrement. Ces groupes sont parfois considérés comme un élément important du « son » distinctif d'un label. Cette utilisation de groupes en résidence, d'abord popularisé dans les années 1920, relancé dans les années 1960, notamment aux labels Motown et Stax Records. Certains de ces groupes en résidence, tels que Booker T. and the M.G.'s (Stax Records), avaient des carrières parallèles comme artistes principaux à part entière.
| Label/Studio                       | Nom(s) de groupe | Artistes individuels |
| ---------------------------------- | --- | --- |
| American Sound Studio              | The Memphis Boys, 827 Thomas Street Band | Gene Chrisman, Tommy Cogbill, Bobby Emmons, Bobby Woods, Reggie Young |
| Columbia Records                   | Prince's Band and Orchestra | Charles A. Prince |
| Hi Records                         | Hi Rhythm Section | Howard Grimes, Charles Hodges, Leroy Hodges, Mabon "Teenie" Hodges, Al Jackson, Jr., Wayne Jackson, Andrew Love |
| Motown                             | The Funk Brothers | Joe Hunter, Earl Van Dyke, James Jamerson, William Benny Benjamin, Richard Pistol Allen, Robert White, Eddie Willis, Joe Messina, Jack Ashford, Eddie "Bongo" Brown, Jack Brokensha, Johnny Griffith, Uriel Jones, Dennis Coffey, Melvin "Wah-Wah Watson" Ragin, Bob Babbitt |
| Philadelphia International Records | [ 6 ] | Ronnie Baker, Roland Chambers, Norman Harris, Vincent Montana, Jr., Earl Young, Leon Huff, Thom Bell |
| Sigma Sound Studios                | MFSB | Ronnie Baker, Roland Chambers, Norman Harris, Earl Young, Karl Chambers, Bobby Eli, TJ Tindall, Winnie Wilford, Vince Montana, Larry Washington, Leon Huff, Thom Bell, Don Renaldo, Rocco Bene.                                                                              |
| Stax Records                       | The Big Six, Booker T. & the M.G.'s, The Mar-Keys, The Memphis Horns | Gilbert Caple, Steve Cropper, Donald Dunn, Al Jackson, Jr., Wayne Jackson, Booker T. Jones, Curtis Green, Isaac Hayes, Andrew Love, Floyd Newman, Gene "Bowlegs" Miller, David Porter, Lewie Steinberg                                                                       |
| Victor                             | The Great White Way Orchestra, Hugo Frey's Orchestra, The Manhattan Merrymakers, Metropolitan Orchestra,, The Serenaders, The Troubadours, The Victor Military Band,, The Victor Orchestra, The Virginians | Frank Kelly, S. H. Kendle |

Remarque: Les personnes inscrites peuvent ne pas avoir joué dans l'un des groupes énumérés.